# Бірмінгем (Айова)
Бірмінгем (англ. Birmingham) — місто (англ. city) в США, в окрузі Ван-Б'юрен штату Айова. Населення — 367 осіб (2020).

## Географія
Бірмінгем розташований за координатами 40°52′39″ пн. ш. 91°56′52″ зх. д. / 40.87750° пн. ш. 91.94778° зх. д. (40.877541, -91.947909).  За даними Бюро перепису населення США в 2010 році місто мало площу 2,74 км², з яких 2,73 км² — суходіл та 0,01 км² — водойми.

## Демографія
Згідно з переписом 2010 року, у місті мешкало 448 осіб у 191 домогосподарстві у складі 120 родин. Густота населення становила 164 особи/км².  Було 213 помешкання (78/км²).
Расовий склад населення:
| - 97,8 % — білих - 0,7 % — чорних або афроамериканців |

До двох чи більше рас належало 1,3 %. Частка іспаномовних становила 2,0 % від усіх жителів.
За віковим діапазоном населення розподілялося таким чином: 23,0 % — особи молодші 18 років, 58,7 % — особи у віці 18—64 років, 18,3 % — особи у віці 65 років та старші. Медіана віку мешканця становила 41,0 року. На 100 осіб жіночої статі у місті припадало 106,5 чоловіків;  на 100 жінок у віці від 18 років та старших — 106,6 чоловіків також старших 18 років.
Середній дохід на одне домашнє господарство  становив 45 335 доларів США (медіана — 40 833), а середній дохід на одну сім'ю — 52 099 доларів (медіана — 46 250). Медіана доходів становила 35 909 доларів для чоловіків та 28 393 долари для жінок. За межею бідності перебувало 17,4 % осіб, у тому числі 30,4 % дітей у віці до 18 років та 16,7 % осіб у віці 65 років та старших.
Цивільне працевлаштоване населення становило 296 осіб. Основні галузі зайнятості: роздрібна торгівля — 18,6 %, виробництво — 15,9 %, освіта, охорона здоров'я та соціальна допомога — 13,5 %, мистецтво, розваги та відпочинок — 11,5 %.